# Tilloy-et-Bellay
Tilloy-et-Bellay [tilwa e belɛ] est une commune française, située dans le département de la Marne en région Grand Est.

## Géographie
| Saint-Remy-sur-Bussy | La Croix-en-Champagne |      |
|                      | Tilloy-et-Bellay      | Auve |
| Somme-Vesle          | Somme-Vesle           |      |

### Hydrographie

#### Réseau hydrographique
La commune est dans la région hydrographique « la Seine du confluent de l'Oise (inclus) à l'embouchure » au sein du bassin Seine-Normandie. Elle est drainée par la Cassine,.

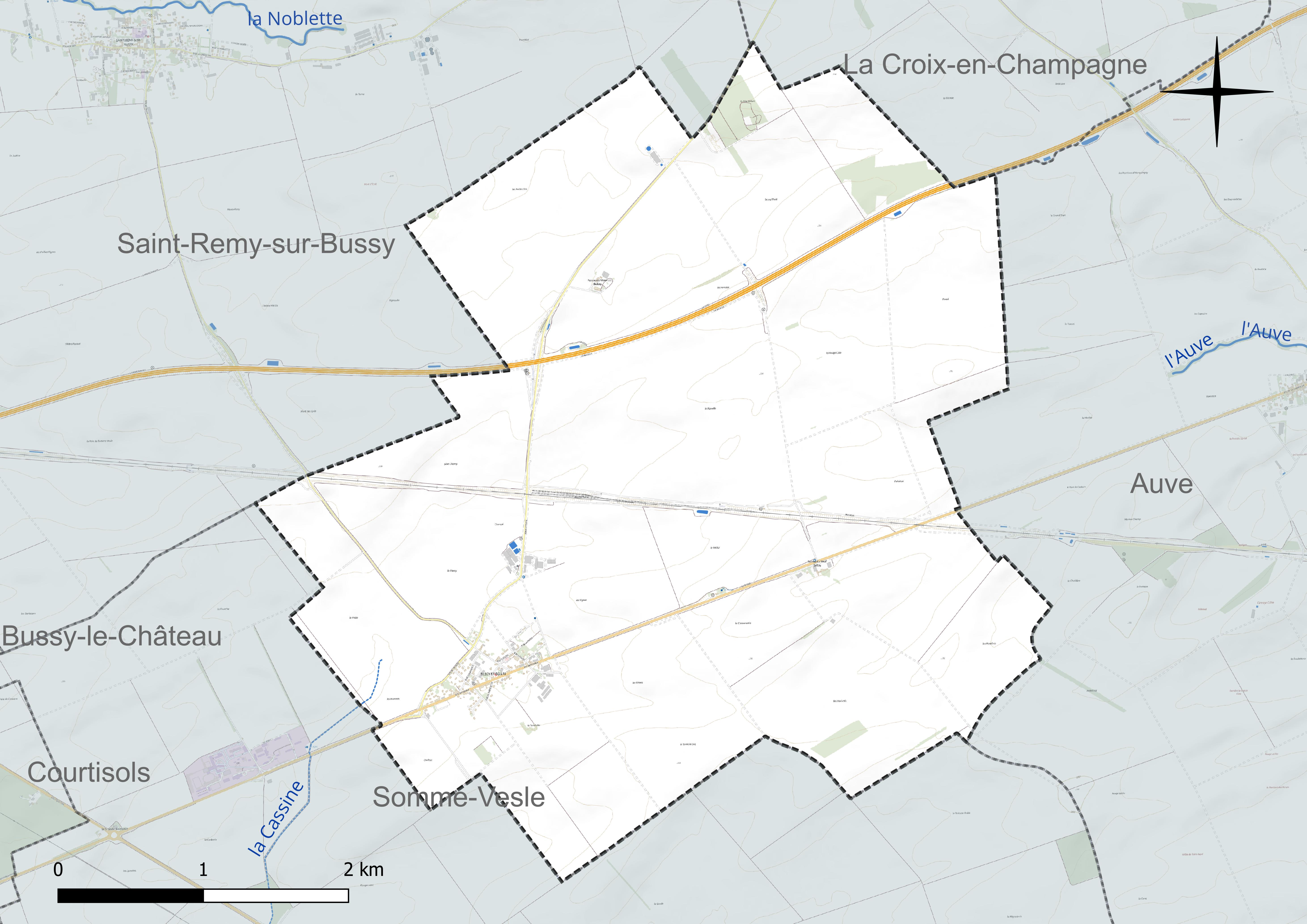
Réseau hydrographique de Tilloy-et-Bellay.

#### Gestion et qualité des eaux
Le territoire communal est couvert par le schéma d'aménagement et de gestion des eaux (SAGE) « Aisne Vesle Suippe ». Ce document de planification, dont le territoire s’étend sur 3 096 km2 répartis sur trois départements (Aisne, Marne et Ardennes) et deux régions (Champagne-Ardenne et Picardie), a été approuvé le 16 décembre 2013. La structure porteuse de l'élaboration et de la mise en œuvre est le Syndicat d’aménagement des bassins Aisne Vesle Suippe (SIABAVES). 
La qualité des cours d’eau peut être consultée sur un site dédié géré par les agences de l’eau et l’Agence française pour la biodiversité. 

### Climat
Pour des articles plus généraux, voir Climat du Grand Est et Climat de la Marne.
En 2010, le climat de la commune est de type climat des marges montargnardes, selon une étude du Centre national de la recherche scientifique s'appuyant sur une série de données couvrant la période 1971-2000. En 2020, Météo-France publie une typologie des climats de la France métropolitaine dans laquelle la commune est exposée à un climat océanique altéré et est dans la région climatique  Nord-est du bassin Parisien, caractérisée par un ensoleillement médiocre, une pluviométrie moyenne régulièrement répartie au cours de l’année et un hiver froid (3 °C). 
Pour la période 1971-2000, la température annuelle moyenne est de 10,2 °C, avec une amplitude thermique annuelle de 15,9 °C. Le cumul annuel moyen de précipitations est de 793 mm, avec 12,5 jours de précipitations en janvier et 8,7 jours en juillet. Pour la période 1991-2020, la température moyenne annuelle observée sur la station météorologique de Météo-France la plus proche, « Somme-Vesle », sur la commune de Somme-Vesle à 4 km à vol d'oiseau, est de 10,7 °C et le cumul annuel moyen de précipitations est de 782,0 mm. 
La température maximale relevée sur cette station est de 41,5 °C, atteinte le 25 juillet 2019 ; la température minimale est de −17,6 °C, atteinte le 21 février 1994,,. 
Les paramètres climatiques de la commune ont été estimés pour le milieu du siècle (2041-2070) selon différents scénarios d'émission de gaz à effet de serre à partir des nouvelles projections climatiques de référence DRIAS-2020. Ils sont consultables sur un site dédié publié par Météo-France en novembre 2022.

## Urbanisme

### Typologie
Au 1er janvier 2024, Tilloy-et-Bellay est catégorisée commune rurale à habitat dispersé, selon la nouvelle grille communale de densité à sept niveaux définie par l'Insee en 2022.
Elle est située hors unité urbaine. Par ailleurs la commune fait partie de l'aire d'attraction de Châlons-en-Champagne, dont elle est une commune de la couronne,. Cette aire, qui regroupe 97 communes, est catégorisée dans les aires de 50 000 à moins de 200 000 habitants,.

### Occupation des sols
L'occupation des sols de la commune, telle qu'elle ressort de la base de données européenne d’occupation biophysique des sols Corine Land Cover (CLC), est marquée par l'importance des territoires agricoles (98,4 % en 2018), une proportion sensiblement équivalente à celle de 1990 (98,2 %). La répartition détaillée en 2018 est la suivante : 
terres arables (98,4 %), zones urbanisées (1,6 %). L'évolution de l’occupation des sols de la commune et de ses infrastructures peut être observée sur les différentes représentations cartographiques du territoire : la carte de Cassini (XVIIIe siècle), la carte d'état-major (1820-1866) et les cartes ou photos aériennes de l'IGN pour la période actuelle (1950 à aujourd'hui).

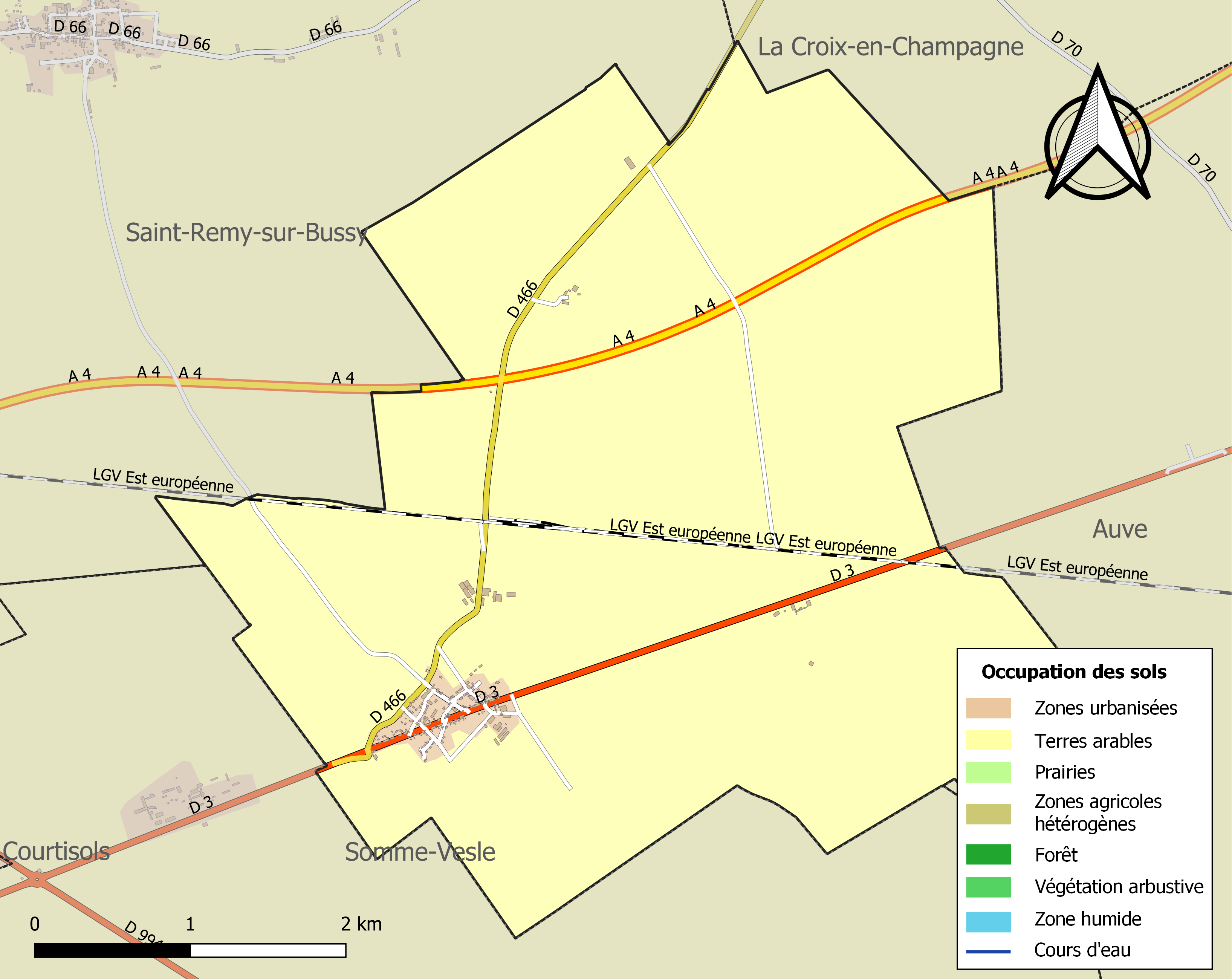
Carte des infrastructures et de l'occupation des sols de la commune en 2018 (CLC).

## Toponymie
Commune formée, antérieurement à 1804, de l'union des anciennes communes de Tilloy et de Bellay.
Tilloy, ancien Village, est attesté sous les formes Tilloi (1154-1161) ; Tyloi (1229) ; Tilloy (1397) ; Thilloys (1633) ; Tillois (1693).

De l'oïl teilloy, tilloi, « lieu planté de tilleuls ». 
Bellay, ancien écart et ancienne ferme du territoire,  est attesté sous les formes Bedelt ou Betlelt (commencement du XIe siècle) ; Beloium (1145) ; Boloium villa (1154) ; Belei (1197) ; Belloi (1227) ; Beloy (vers 1252) ; « Certain fief appellé Bellay » (1516) ; Belloy (1573) ; « Ecclesia sanctorum Quintini et Marci de Bellayo », vulgo Bellai (1775).

Bellay : « lieu où pousse le bouleau », (ensemble de  bouleau).

## Histoire
Fusion en 1835 des communes de Bellay et de Tilloy.

## Politique et administration
Par décret du 29 mars 2017, l'arrondissement de Sainte-Menehould est supprimé et la commune est intégrée le 31 mars 2017 à l'arrondissement de Châlons-en-Champagne.

### Intercommunalité
La commune, antérieurement membre de la communauté de communes de la Région de Suippes, est membre depuis le 1er janvier 2014 de la communauté de communes de Suippe et Vesle.
En effet, conformément aux prévisions du schéma départemental de coopération intercommunale (SDCI) de la Marne du 15 décembre 2011,, les communautés de communes CC de la région de Suippes et CC des sources de la Vesle ont fusionné le 1er janvier 2014 afin de former la nouvelle communauté de communes de Suippe et Vesle.

### Liste des maires
| Période                                  | Période                      | Identité                    | Étiquette | Qualité                                      |
| ---------------------------------------- | ---------------------------- | --------------------------- | --------- | -------------------------------------------- |
| Les données manquantes sont à compléter. |                              |                             |           |                                              |
| ?                                        | 1871                         | François Godart             |           | À l'époque nommé par le préfet pour cinq ans |
| 1871                                     | 1908                         | Jean Marie Théophile Godart |           | décède durant son 10e mandat                 |
| 1908                                     | 1912                         | Eugène Hermant              |           |                                              |
| 1912                                     | 1945                         | Julien Lorin                |           |                                              |
| 1945                                     | 1956                         | Emile Michel                |           | décède accidentellement durant son 3e mandat |
| 1956                                     | 1971                         | Henri Lorin                 |           |                                              |
| 1971                                     | 1977                         | Jean Hermant                |           | décède accidentellement durant son mandat    |
| 1977                                     | 1995                         | Gérard Janin                |           |                                              |
| 1995                                     | 2001                         | Bernard Steinfort           |           |                                              |
| 2001                                     | mars 2014                    | Gabriel Le Roux             |           |                                              |
| mars 2014                                | En cours (au 4 juillet 2014) | Christian Carboni           |           |                                              |

## Population et société

### Démographie
L'évolution du nombre d'habitants est connue à travers les recensements de la population effectués dans la commune depuis 1793. Pour les communes de moins de 10 000 habitants, une enquête de recensement portant sur toute la population est réalisée tous les cinq ans, les populations de référence des années intermédiaires étant quant à elles estimées par interpolation ou extrapolation. Pour la commune, le premier recensement exhaustif entrant dans le cadre du nouveau dispositif a été réalisé en 2004.

En 2022, la commune comptait 234 habitants, en évolution de +10,38 % par rapport à 2016 (Marne : −1,19 %, France hors Mayotte : +2,11 %).
| 1793 | 1800 | 1806 | 1821 | 1831 | 1836 | 1841 | 1846 | 1851 |
| ---- | ---- | ---- | ---- | ---- | ---- | ---- | ---- | ---- |
| 154  | 194  | 204  | 254  | 312  | 324  | 311  | 323  | 298  |

| 1856 | 1861 | 1866 | 1872 | 1876 | 1881 | 1886 | 1891 | 1896 |
| ---- | ---- | ---- | ---- | ---- | ---- | ---- | ---- | ---- |
| 284  | 282  | 263  | 250  | 228  | 214  | 206  | 207  | 181  |

| 1901 | 1906 | 1911 | 1921 | 1926 | 1931 | 1936 | 1946 | 1954 |
| ---- | ---- | ---- | ---- | ---- | ---- | ---- | ---- | ---- |
| 190  | 203  | 179  | 164  | 183  | 170  | 158  | 178  | 158  |

| 1962 | 1968 | 1975 | 1982 | 1990 | 1999 | 2004 | 2006 | 2009 |
| ---- | ---- | ---- | ---- | ---- | ---- | ---- | ---- | ---- |
| 170  | 164  | 159  | 205  | 224  | 234  | 236  | 224  | 216  |

| 2014 | 2019 | 2022 | - | - | - | - | - | - |
| ---- | ---- | ---- | - | - | - | - | - | - |
| 216  | 233  | 234  | - | - | - | - | - | - |

### Cultes
Pour le culte catholique, Tilloy-et-Bellay dépend de la paroisse Sainte-Marie aux Sources de la Vesle, au sein du diocèse de Châlons-en-Champagne.

### Médias
La presse écrite régionale comprend le quotidien L'Union et l'hebdomadaire L'Hebdo du vendredi.
Parmi les stations de radio locales, il est possible de citer Ici Champagne-Ardenne et Champagne FM.

## Culture locale et patrimoine

### Personnalités liées à la commune
- Louis Cappel (1585-1658), théologien calviniste, passa son enfance à Thilloy, duquel village son père était seigneur.